# Éliminatoires de la Coupe d'Afrique des nations de football 2025
Navigation
Éliminatoires CAN 2023
Les matches d'éliminatoires de la Coupe d'Afrique des nations de football 2025 sont organisés par la Confédération africaine de football (CAF) pour départager les équipes participantes à la coupe d'Afrique des nations 2025 au Maroc, la 35e édition du championnat international de football masculin d'Afrique.
La qualification a débuté par le tour préliminaire qui s'est déroulé du 21 au 26 mars et se terminera par la phase de groupes, qui se jouera en Septembre, octobre et novembre 2024. Au total, 24 équipes seront qualifiées pour participer à la phase finale, dont Le Maroc, hôte automatiquement qualifié.

## Nations participantes
Toutes les sélections des nations membres de la Confédération africaine de football (CAF), exceptées l'Érythrée et les Seychelles, participant à ces éliminatoires. Les 44 meilleures nations au classement FIFA du 15 février 2024 participent directement à la phase de groupe des éliminatoires tandis que les huit équipes les moins bien classées doivent passer par un tour préliminaire.
Bien que qualifié pour la phase finale, le Maroc fait également partie de la compétition ; les autres équipes de son groupe n'auront qu'une place qualificative à se disputer au lieu de deux. Le tirage au sort du tour préliminaire a eu lieu le 20 février 2024 à 14:00 CAT (UTC+2) au siège de la CAF au Caire, en Égypte.
| Équipes exemptées du tour préliminaire | Équipes participant au tour préliminaire                                                                                |
| --- | --- |
| 1. Maroc (12; pays hôte) 2. Sénégal (17) 3. Nigeria (28) 4. Égypte (36) 5. Côte d'Ivoire (39) 6. Tunisie (41) 7. Algérie (43) 8. Mali (47) 9. Cameroun (51) 10. Afrique du Sud (58) 11. Burkina Faso (61) 12. RD Congo (63) 13. Cap-Vert (65) 14. Ghana (67) 15. Guinée (76) 16. Guinée équatoriale (79) 17. Gabon (84) 18. Zambie (87) 19. Ouganda (92) 20. Angola (93) 21. Bénin (98) 22. Mauritanie (106) 23. Namibie (107) 24. Madagascar (109) 25. Mozambique (110) 26. Kenya (111) 27. Congo (112) 28. Togo (116) 29. Guinée-Bissau (118) 30. Tanzanie (119) 31. Libye (120) 32. Comores (121) 33. Malawi (122) 34. Zimbabwe (124) 35. Sierra Leone (126) 36. Soudan (127) 37. Niger (128) 38. Centrafrique (129) 39. Gambie (130) 40. Rwanda (133) 41. Burundi (140) 42. Éthiopie (145) 43. Botswana (146) 44. Lesotho (148) | 1. Eswatini (149) 2. Liberia (152) 3. Soudan du Sud (166) 4. Maurice (177) 5. Tchad (181) 6. Sao Tomé-et-Principe (191) |

## Calendrier
Le calendrier du tournoi de qualification est le suivant.
| Tour              | Matchday  | Dates               | Matches                                      |
| ----------------- | --------- | ------------------- | -------------------------------------------- |
| Tour préliminaire | Aller     | 18-22 mars 2024     | Équipe 1 vs. Équipe 2                        |
| Tour préliminaire | Retour    | 22-26 mars 2024     | Équipe 2 vs. Équipe 1                        |
| Phase de groupes  | Journée 1 | 2-10 septembre 2024 | Équipe 1 vs. Équipe 2, Équipe 3 vs. Équipe 4 |
| Phase de groupes  | Journée 2 | 2-10 septembre 2024 | Équipe 2 vs. Équipe 3, Équipe 4 vs. Équipe 1 |
| Phase de groupes  | Journée 3 | 7-15 octobre 2024   | Équipe 1 vs. Équipe 3, Équipe 2 vs. Équipe 4 |
| Phase de groupes  | Journée 4 | 7-15 octobre 2024   | Équipe 3 vs. Équipe 1, Équipe 4 vs. Équipe 2 |
| Phase de groupes  | Journée 5 | 11-19 novembre 2024 | Équipe 2 vs. Équipe 1, Équipe 4 vs. Équipe 3 |
| Phase de groupes  | Journée 6 | 11-19 novembre 2024 | Équipe 3 vs. Équipe 2, Équipe 1 vs. Équipe 4 |

## Tour préliminaire
Le tirage au sort du tour préliminaire, qui concerne les 8 équipes africaines les moins bien classées au classement FIFA, se déroule le 20 février 2024 au Caire. Les équipes sont séparées en deux chapeaux selon leur classement FIFA du 15 février 2024.
Les équipes têtes de série jouent leur match retour à domicile. Le tour préliminaire se déroule entre le 20 et le 26 mars 2024. L'Eswatini, le Soudan du Sud, le Tchad et le Liberia poursuivent leur parcours dans la compétition.
| Chapeau 1                                                      | Chapeau 2                              |
| -------------------------------------------------------------- | -------------------------------------- |
| Eswatini (149) Liberia (152) Soudan du Sud (166) Maurice (177) | Tchad (181) Sao Tomé-et-Principe (191) |

| Équipe 1             | Résultat | Équipe 2      | Aller | Retour |
| -------------------- | -------- | ------------- | ----- | ------ |
| Somalie              | 2 - 5    | Eswatini      | 0 - 3 | 2 - 2  |
| Sao Tomé-et-Principe | 1 - 1E   | Soudan du Sud | 1 - 1 | 0 - 0  |
| Tchad                | 3 - 1    | Maurice       | 1 - 0 | 2 - 1  |
| Djibouti             | 0 - 2    | Liberia       | 0 - 2 | 0 - 0  |

## Phase de groupes

### Tirage au sort
Le tirage au sort de la phase de groupes a eu lieu le 4 juillet 2024 à 14:30 heure locale à Johannesbourg, en Afrique du Sud. Les 48 équipes nationales impliquées seront réparties en douze groupes de quatre chacun (du groupe A au groupe L), qui comprendront les 44 équipes inscrites directement, en plus des quatre vainqueurs du tour préliminaire. Les 48 équipes nationales seront réparties en quatre chapeaux de douze chacun sur la base du classement mondial de la FIFA le plus récent (indiqué entre parenthèses) avant le tirage au sort. Ce qui suit est un classement provisoire basé sur le classement mondial de la FIFA d'avril 2024 et peut ne pas représenter le classement final qui sera utilisé par la CAF.
| Chapeau 1 | Chapeau 2 | Chapeau 3 | Chapeau 4 |
| --- | --- | --- | --- |
| Maroc (12; pays hôte) Sénégal (18) Égypte (36) Côte d'Ivoire (37) Nigeria (38) Tunisie (41) Algérie (44) Cameroun (49) Mali (50) Afrique du Sud (59) RD Congo (61) Ghana (64) | Cap-Vert (65) Burkina Faso (67) Guinée (77) Gabon (83) Guinée équatoriale (89) Zambie (90) Bénin (91) Angola (92) Ouganda (94) Namibie (97) Mozambique (103) Madagascar (104) | Kenya (108) Mauritanie (112) Congo (113) Tanzanie (114) Guinée-Bissau (115) Libye (118) Comores (119) Togo (120) Soudan (121) Sierra Leone (122) Malawi (125) Centrafrique (127) | Niger (128) Zimbabwe (129) Rwanda (131) Gambie (132) Burundi (140) Liberia (142) Éthiopie (143) Botswana (145) Lesotho (149) Eswatini (154) Soudan du Sud (167) Tchad (178) |

### Bris d'égalité
Les équipes ont été classées par points (3 points pour une victoire, 1 point pour un match nul, 0 point pour une défaite). En cas d’égalité de points, les bris d’égalité étaient appliqués dans l’ordre suivant (article 14 du Règlement) :
1. Points dans les matchs en face-à-face entre équipes à égalité ;
2. Différence de buts dans les matchs en face-à-face entre équipes à égalité ;
3. Buts marqués lors de matchs en face-à-face entre équipes à égalité ;
4. Buts à l'extérieur marqués lors de matchs en face-à-face entre équipes à égalité ;
5. Si plus de deux équipes étaient à égalité et qu'après avoir appliqué tous les critères de confrontation ci-dessus, un sous-ensemble d'équipes était toujours à égalité, tous les critères de confrontation ci-dessus étaient réappliqués exclusivement à ce sous-ensemble d'équipes ;
6. Différence de buts dans tous les matches de groupe ;
7. Buts marqués dans tous les matches de groupe ;
8. Buts marqués à l'extérieur dans tous les matches de groupe ;
9. Tirage au sort

### Groupe A
| Rang | Équipe     | Pts | J | G | N | P | Bp | Bc | Diff |  | Résultats (▼ dom., ► ext.) |     |     |     |     |
| ---- | ---------- | --- | - | - | - | - | -- | -- | ---- |  | -------------------------- | --- | --- | --- | --- |
| 1    | Comores    | 12  | 6 | 3 | 3 | 0 | 7  | 4  | +3   |  | Comores                    |     | 1-1 | 1-1 | 1-0 |
| 2    | Tunisie    | 10  | 6 | 3 | 1 | 2 | 7  | 6  | +1   |  | Tunisie                    | 0-1 |     | 0-1 | 1-0 |
| 3    | Gambie     | 8   | 6 | 2 | 2 | 2 | 6  | 6  | 0    |  | Gambie                     | 1-2 | 1-2 |     | 1-0 |
| 4    | Madagascar | 2   | 6 | 0 | 2 | 4 | 4  | 8  | -4   |  | Madagascar                 | 1-1 | 2-3 | 1-1 |     |

- Qualification pour la CAN 2025

### Groupe B
| Rang | Équipe       | Pts | J | G | N | P | Bp | Bc | Diff |  | Résultats (▼ dom., ► ext.) |     |     |     |     |
| ---- | ------------ | --- | - | - | - | - | -- | -- | ---- |  | -------------------------- | --- | --- | --- | --- |
| 1    | Maroc        | 18  | 6 | 6 | 0 | 0 | 26 | 2  | +24  |  | Maroc                      |     | 4-1 | 7-0 | 5-0 |
| 2    | Gabon        | 10  | 6 | 3 | 1 | 2 | 7  | 9  | -2   |  | Gabon                      | 1-5 |     | 0-0 | 2-0 |
| 3    | Lesotho      | 4   | 6 | 1 | 1 | 4 | 2  | 13 | -11  |  | Lesotho                    | 0-1 | 0-2 |     | 1-0 |
| 4    | Centrafrique | 3   | 6 | 1 | 0 | 5 | 3  | 14 | -11  |  | Centrafrique               | 0-4 | 0-1 | 3-1 |     |

- Qualification pour la CAN 2025

### Groupe C
| Rang | Équipe     | Pts | J | G | N | P | Bp | Bc | Diff |  | Résultats (▼ dom., ► ext.) |     |     |     |     |
| ---- | ---------- | --- | - | - | - | - | -- | -- | ---- |  | -------------------------- | --- | --- | --- | --- |
| 1    | Égypte     | 14  | 6 | 4 | 2 | 0 | 12 | 2  | +10  |  | Égypte                     |     | 1-1 | 2-0 | 3-0 |
| 2    | Botswana   | 8   | 6 | 2 | 2 | 2 | 4  | 7  | -3   |  | Botswana                   | 0-4 |     | 1-1 | 1-0 |
| 3    | Mauritanie | 7   | 6 | 2 | 1 | 3 | 3  | 6  | -3   |  | Mauritanie                 | 0-1 | 1-0 |     | 1-0 |
| 4    | Cap-Vert   | 4   | 6 | 1 | 1 | 4 | 3  | 7  | -4   |  | Cap-Vert                   | 1-1 | 0-1 | 2-0 |     |

- Qualification pour la CAN 2025

### Groupe D
| Rang | Équipe  | Pts | J | G | N | P | Bp | Bc | Diff |  | Résultats (▼ dom., ► ext.) |     |     |     |     |
| ---- | ------- | --- | - | - | - | - | -- | -- | ---- |  | -------------------------- | --- | --- | --- | --- |
| 1    | Nigeria | 11  | 6 | 3 | 2 | 1 | 9  | 3  | +6   |  | Nigeria                    |     | 3-0 | 1-2 | 1-0 |
| 2    | Bénin   | 8   | 6 | 2 | 2 | 2 | 7  | 7  | 0    |  | Bénin                      | 1-1 |     | 3-0 | 2-1 |
| 3    | Rwanda  | 8   | 6 | 2 | 2 | 2 | 5  | 7  | -2   |  | Rwanda                     | 0-0 | 2-1 |     | 0-1 |
| 4    | Libye   | 5   | 6 | 1 | 2 | 3 | 3  | 7  | -4   |  | Libye                      | 0-3 | 0-0 | 1-1 |     |

- Qualification pour la CAN 2025

### Groupe E
| Rang | Équipe             | Pts | J | G | N | P | Bp | Bc | Diff |  | Résultats (▼ dom., ► ext.) |     |     |     |     |
| ---- | ------------------ | --- | - | - | - | - | -- | -- | ---- |  | -------------------------- | --- | --- | --- | --- |
| 1    | Algérie            | 16  | 6 | 5 | 1 | 0 | 16 | 2  | +14  |  | Algérie                    |     | 2-0 | 5-1 | 5-1 |
| 2    | Guinée équatoriale | 8   | 6 | 2 | 2 | 2 | 5  | 8  | -3   |  | Guinée équatoriale         | 0-0 |     | 2-2 | 1-0 |
| 3    | Togo               | 5   | 6 | 1 | 2 | 3 | 7  | 10 | -3   |  | Togo                       | 0-1 | 3-0 |     | 1-1 |
| 4    | Liberia            | 4   | 6 | 1 | 1 | 4 | 4  | 12 | -8   |  | Liberia                    | 0-3 | 1-2 | 1-0 |     |

- Qualification pour la CAN 2025

### Groupe F
| Rang | Équipe | Pts | J | G | N | P | Bp | Bc | Diff |  | Résultats (▼ dom., ► ext.) |     |     |     |     |
| ---- | ------ | --- | - | - | - | - | -- | -- | ---- |  | -------------------------- | --- | --- | --- | --- |
| 1    | Angola | 14  | 6 | 4 | 2 | 0 | 7  | 2  | +5   |  | Angola                     |     | 2-1 | 2-0 | 1-1 |
| 2    | Soudan | 8   | 6 | 2 | 2 | 2 | 4  | 6  | -2   |  | Soudan                     | 0-0 |     | 1-0 | 2-0 |
| 3    | Niger  | 7   | 6 | 2 | 1 | 3 | 7  | 6  | +1   |  | Niger                      | 0-1 | 4-0 |     | 1-1 |
| 4    | Ghana  | 3   | 6 | 0 | 3 | 3 | 3  | 7  | -4   |  | Ghana                      | 0-1 | 0-0 | 1-2 |     |

- Qualification pour la CAN 2025

### Groupe G
| Rang | Équipe        | Pts | J | G | N | P | Bp | Bc | Diff |  | Résultats (▼ dom., ► ext.) |     |     |     |     |
| ---- | ------------- | --- | - | - | - | - | -- | -- | ---- |  | -------------------------- | --- | --- | --- | --- |
| 1    | Zambie        | 13  | 6 | 4 | 1 | 1 | 7  | 4  | +3   |  | Zambie                     |     | 1-0 | 3-2 | 0-0 |
| 2    | Côte d'Ivoire | 12  | 6 | 4 | 0 | 2 | 12 | 3  | +9   |  | Côte d'Ivoire              | 2-0 |     | 4-1 | 4-0 |
| 3    | Sierra Leone  | 5   | 6 | 1 | 2 | 3 | 5  | 10 | -5   |  | Sierra Leone               | 0-2 | 1-0 |     | 0-0 |
| 4    | Tchad         | 3   | 6 | 0 | 3 | 3 | 1  | 8  | -7   |  | Tchad                      | 0-1 | 0-2 | 1-1 |     |

### Groupe H
| Rang | Équipe   | Pts | J | G | N | P | Bp | Bc | Diff |  | Résultats (▼ dom., ► ext.) |     |     |     |     |
| ---- | -------- | --- | - | - | - | - | -- | -- | ---- |  | -------------------------- | --- | --- | --- | --- |
| 1    | RD Congo | 12  | 5 | 4 | 0 | 2 | 7  | 3  | +4   |  | RD Congo                   |     | 1-0 | 1-0 | 1-2 |
| 2    | Tanzanie | 10  | 6 | 3 | 1 | 2 | 5  | 4  | +1   |  | Tanzanie                   | 0-2 |     | 1-0 | 0-0 |
| 3    | Guinée   | 9   | 6 | 3 | 0 | 3 | 9  | 5  | +4   |  | Guinée                     | 1-0 | 1-2 |     | 4-1 |
| 4    | Éthiopie | 4   | 6 | 1 | 1 | 4 | 3  | 12 | -9   |  | Éthiopie                   | 0-2 | 0-2 | 0-3 |     |

### Groupe I
| Rang | Équipe        | Pts | J | G | N | P | Bp | Bc | Diff |  | Résultats (▼ dom., ► ext.) |     |     |     |     |
| ---- | ------------- | --- | - | - | - | - | -- | -- | ---- |  | -------------------------- | --- | --- | --- | --- |
| 1    | Mali          | 14  | 6 | 4 | 2 | 0 | 10 | 1  | +9   |  | Mali                       |     | 1-1 | 1-0 | 6-0 |
| 2    | Mozambique    | 11  | 6 | 3 | 2 | 1 | 9  | 5  | +4   |  | Mozambique                 | 0-1 |     | 2-1 | 1-1 |
| 3    | Guinée-Bissau | 4   | 6 | 1 | 2 | 3 | 4  | 6  | -2   |  | Guinée-Bissau              | 0-0 | 1-2 |     | 1-0 |
| 4    | Eswatini      | 2   | 6 | 0 | 2 | 4 | 2  | 13 | -11  |  | Eswatini                   | 0-1 | 0-3 | 1-1 |     |

### Groupe J
| Rang | Équipe   | Pts | J | G | N | P | Bp | Bc | Diff |  | Résultats (▼ dom., ► ext.) |     |     |     |     |
| ---- | -------- | --- | - | - | - | - | -- | -- | ---- |  | -------------------------- | --- | --- | --- | --- |
| 1    | Cameroun | 14  | 6 | 4 | 2 | 0 | 8  | 2  | +6   |  | Cameroun                   |     | 2-1 | 4-1 | 1-0 |
| 2    | Zimbabwe | 8   | 6 | 2 | 3 | 1 | 6  | 4  | +2   |  | Zimbabwe                   | 0-0 |     | 1-1 | 3-1 |
| 3    | Kenya    | 6   | 6 | 1 | 3 | 2 | 4  | 7  | -3   |  | Kenya                      | 0-1 | 0-0 |     | 0-0 |
| 4    | Namibie  | 2   | 6 | 0 | 2 | 4 | 2  | 7  | -5   |  | Namibie                    | 0-0 | 0-1 | 1-2 |     |

### Groupe K
| Rang | Équipe         | Pts | J | G | N | P | Bp | Bc | Diff |  | Résultats (▼ dom., ► ext.) |     |     |     |     |
| ---- | -------------- | --- | - | - | - | - | -- | -- | ---- |  | -------------------------- | --- | --- | --- | --- |
| 1    | Afrique du Sud | 14  | 6 | 4 | 2 | 0 | 16 | 5  | +11  |  | Afrique du Sud             |     | 2-2 | 5-0 | 3-0 |
| 2    | Ouganda        | 13  | 6 | 4 | 1 | 1 | 8  | 5  | +3   |  | Ouganda                    | 0-2 |     | 2-0 | 1-0 |
| 3    | Congo          | 4   | 6 | 1 | 1 | 4 | 4  | 12 | -8   |  | Congo                      | 1-1 | 0-1 |     | 1-0 |
| 4    | Soudan du Sud  | 3   | 6 | 1 | 0 | 5 | 6  | 12 | -6   |  | Soudan du Sud              | 2-3 | 1-2 | 3-2 |     |

### Groupe L
| Rang | Équipe       | Pts | J | G | N | P | Bp | Bc | Diff |  | Résultats (▼ dom., ► ext.) |     |     |     |     |
| ---- | ------------ | --- | - | - | - | - | -- | -- | ---- |  | -------------------------- | --- | --- | --- | --- |
| 1    | Sénégal      | 16  | 6 | 5 | 1 | 0 | 10 | 1  | +9   |  | Sénégal                    |     | 1-1 | 2-0 | 4-0 |
| 2    | Burkina Faso | 10  | 6 | 3 | 1 | 2 | 10 | 7  | +3   |  | Burkina Faso               | 0-1 |     | 4-1 | 3-1 |
| 3    | Burundi      | 4   | 6 | 1 | 1 | 4 | 4  | 11 | -7   |  | Burundi                    | 0-1 | 0-2 |     | 0-0 |
| 4    | Malawi       | 4   | 6 | 1 | 1 | 4 | 6  | 11 | -5   |  | Malawi                     | 0-1 | 3-0 | 2-3 |     |

## Équipes qualifiées
Les équipes suivantes se sont qualifiées pour la phase finale:
| Équipe             | Méthode de qualification | Date de qualification | Apparitions précédentes |
| ------------------ | ------------------------ | --------------------- | --- |
| Maroc              | Groupe B (Pays hôte)     | 27 septembre 2023     | 19 (1972, 1976, 1978, 1980, 1986, 1988, 1992, 1998, 2000, 2002, 2004, 2006, 2008, 2012, 2013, 2017, 2019, 2021, 2023)                                           |
| Burkina Faso       | Groupe L                 | 13 octobre 2024       | 13 (1978, 1996, 1998, 2000, 2002, 2004, 2010, 2012, 2013, 2015, 2017, 2021, 2023)                                                                               |
| Algérie            | Groupe E                 | 14 octobre 2024       | 20 (1968, 1980, 1982, 1984, 1986, 1988, 1990, 1992, 1996, 1998, 2000, 2002, 2004, 2010, 2013, 2015, 2017, 2019, 2021, 2023)                                     |
| Cameroun           | Groupe J                 | 14 octobre 2024       | 21 (1970, 1972, 1982, 1984, 1986, 1988, 1990, 1992, 1996, 1998, 2000, 2002, 2004, 2006, 2008, 2010, 2015, 2017, 2019, 2021, 2023)                               |
| RD Congo           | Groupe H                 | 15 octobre 2024       | 20 (1968, 1970, 1972, 1974, 1976, 1988, 1992, 1994, 1996, 2000, 2002, 2004, 2006, 2013, 2015, 2017, 2019, 2021, 2023)                                           |
| Égypte             | Groupe C                 | 15 octobre 2024       | 26 (1957, 1959, 1962, 1963, 1970, 1974, 1976, 1980, 1984, 1986, 1988, 1990, 1992, 1994, 1996, 1998, 2000, 2002, 2004, 2006, 2008, 2010, 2017, 2019, 2021, 2023) |
| Sénégal            | Groupe L                 | 15 octobre 2024       | 17 (1965, 1968, 1986, 1990, 1992, 1994, 2000, 2002, 2004, 2006, 2008, 2012, 2015, 2017, 2019, 2021, 2023)                                                       |
| Angola             | Groupe F                 | 15 octobre 2024       | 9 (1996, 1998, 2006, 2008, 2010, 2012, 2013, 2019, 2023) |
| Nigeria            | Groupe D                 | 14 novembre 2024      | 20 (1963, 1976, 1978, 1980, 1982, 1984, 1988, 1990, 1992, 1994, 2000, 2002, 2004, 2006, 2008, 2010, 2013, 2019, 2021, 2023)                                     |
| Tunisie            | Deuxième du groupe A     | 15 novembre 2024      | 21 (1962, 1963, 1965, 1978, 1982, 1994, 1996, 1998, 2000, 2002, 2004, 2006, 2008, 2010, 2012, 2013, 2015, 2017, 2019, 2021, 2023)                               |
| Afrique du Sud     | Groupe K                 | 15 novembre 2024      | 11 (1996, 1998, 2000, 2002, 2004, 2006, 2008, 2013, 2015, 2019, 2023)                                                                                           |
| Gabon              | Deuxième du groupe B     | 15 novembre 2024      | 8 (1994, 1996, 2000, 2010, 2012, 2015, 2017, 2021) |
| Côte d'Ivoire      | Deuxième du groupe G     | 15 novembre 2024      | 25 (1965, 1968, 1970, 1974, 1980, 1984, 1986, 1988, 1990, 1992, 1994, 1996, 1998, 2000, 2002, 2006, 2008, 2010, 2012, 2013, 2015, 2017, 2019, 2021, 2023)       |
| Guinée équatoriale | Deuxième du groupe E     | 15 novembre 2024      | 4 (2012, 2015, 2021, 2023) |
| Ouganda            | Deuxième du groupe K     | 15 novembre 2024      | 7 (1962, 1968, 1974, 1976, 1978, 2017, 2019) |
| Comores            | Groupe A                 | 15 novembre 2024      | 1 (2021) |
| Mali               | Groupe I                 | 15 novembre 2024      | 13 (1972, 1994, 2002, 2004, 2008, 2010, 2012, 2013, 2015, 2017, 2019, 2021, 2023)                                                                               |
| Zambie             | Groupe G                 | 15 novembre 2024      | 18 (1974, 1978, 1982, 1986, 1990, 1992, 1994, 1996, 1998, 2000, 2002, 2006, 2008, 2010, 2012, 2013, 2015, 2023)                                                 |
| Zimbabwe           | Deuxième du groupe J     | 15 novembre 2024      | 5 (2004, 2006, 2017, 2019, 2021) |
| Soudan             | Deuxième du groupe F     | 18 novembre 2024      | 9 (1957, 1959, 1963, 1970, 1972, 1976, 2008, 2012, 2021) |
| Bénin              | Deuxième du groupe D     | 18 novembre 2024      | 4 (2004, 2008, 2010, 2019) |
| Tanzanie           | Deuxième du groupe H     | 19 novembre 2024      | 3 (1980, 2019, 2023) |
| Mozambique         | Deuxième du groupe I     | 19 novembre 2024      | 5 (1986, 1996, 1998, 2010, 2023) |
| Botswana           | Deuxième du groupe C     | 19 novembre 2024      | 1 (2012) |

Le gras indique les champions de cette année. Les italiques indiquent les hôtes pour cette année.

## Statistiques

### Meilleurs buteurs
7 buts
- Brahim Díaz

5 buts
- Serhou Guirassy

4 buts
- Amine Gouiri

3 buts
- Soufiane Rahimi
- Youssef En-Nesyri

2 buts
- Meschack Elia
- Saïd Benrahma
- Baghdad Bounedjah
- Mohamed Amoura
- Houssem Aouar
- Hakim Ziyech
- Azzedine Ounahi
- Eliesse Ben Seghir
- Ez Abde
- Ismael Saibari
- Sabelo Ndzinisa
- Mohamed Awad
- Jean-Philippe Krasso
- Youssouf M'Changama

1 but
- Edo Kayembe
- Theo Bongonda
- Fiston Mayele
- Ferjani Sassi
- Ramy Bensebaini
- Adem Zorgane
- Riyad Mahrez
- Aïssa Mandi
- Rami Rabia
- Omar Marmoush
- Ibrahim Adel
- Ayoub El Kaabi
- Achraf Hakimi
- Ousmane Hissein
- Amine Hiver
- Mahamat Thiam
- Justice Figuareido
- Bongwa Matsebula
- Kwakhe Thwala
- Jérémy Villeneuve
- Oscar Dorley
- Mohammed Sangare
- Luís Leal
- Data Elly
- Sadio Mané
- Pierre-Emerick Aubameyang
- Rafiki Saïd
- Faïz Selemani